# Ballad

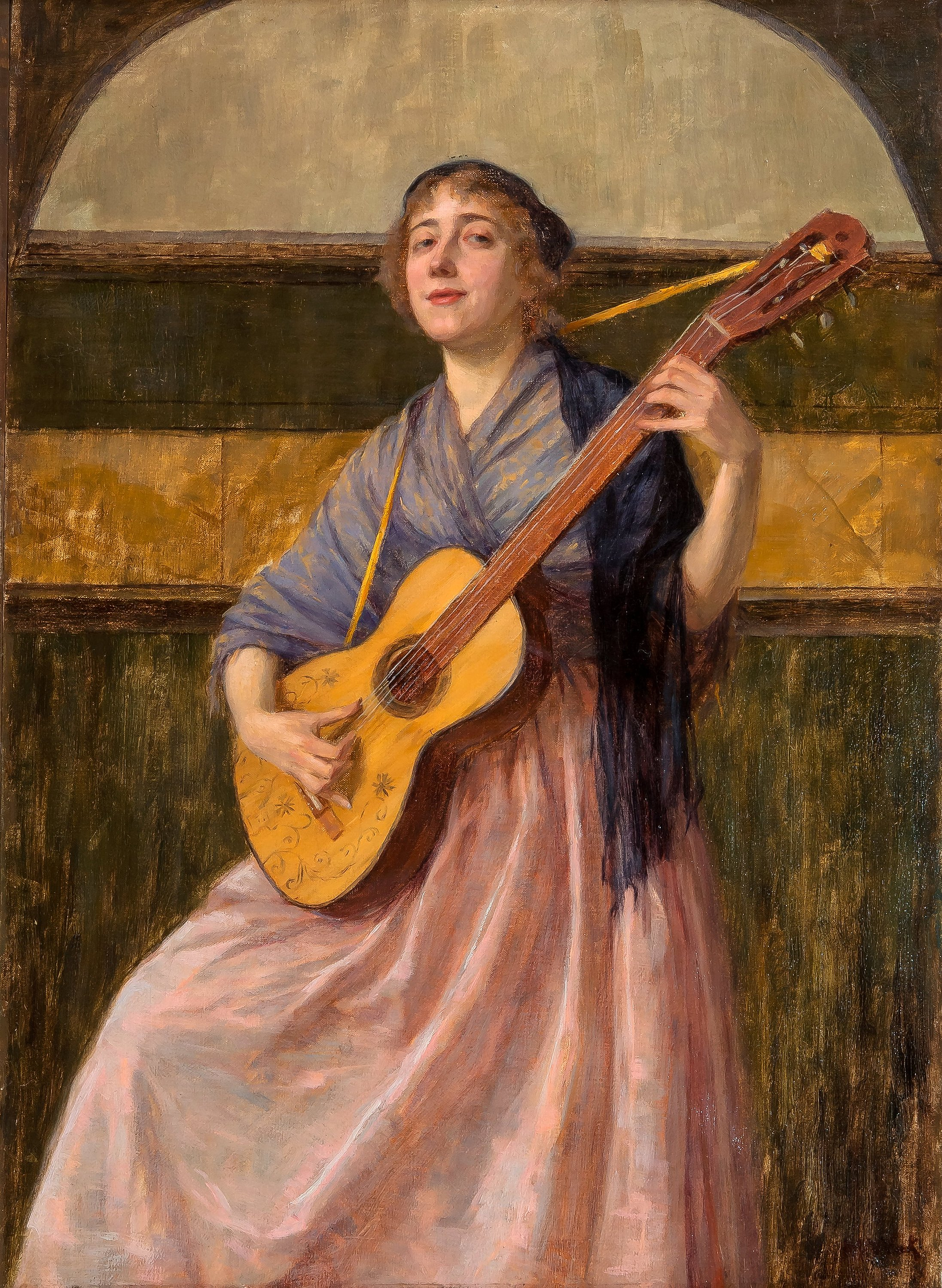
Maria Wiik, "Ballad" (1898).

Ballad är en medeltida dansvisa med omkväde, vanligen av berättande karaktär. Versformen är knittel med assonans. Senare, när Thomas Percy 1765 utgav en samling engelska episka folkvisor under titeln Popular Ballads, vilka kopierades av tyska författare som Bürger, Goethe, Schiller, Uhland med flera, kom namnet snart att få betydelsen av en episk-lyrisk visa med ofta dyster och lidelsefull stämning.
Balladopera är ett huvudsakligen av kända melodier bestående sångspel. Det mest berömda exemplet på ett sådant är John Gays och Johann Christoph Pepuschs "The beggar's opera”, ”Tiggaroperan”, från 1728.
Ordet ballad kommer av romanska ord för dans (italienska ballata, iberiska språk och provensalska ballada), i sin tur härledda ur verb som ballar 'dansa' (modern spanska bailar).

## Vad en ballad kan vara

### Berättande visa, lugn låt
I medeltidens Frankrike och därifrån vidare norr- och österut kom ordet ballad att beteckna riddartidens moderna dansvisa med lång berättande text. Från 1300-talet började långvarig sjungen dans bli omodern, men balladen som enbart sjungen har levt kvar. På Färöarna dansas balladen dock ännu, under namnet kvaðdansur eller 'sångdans'. 
Termen har därifrån vidgats till att också kunna avse en berättande sång i allmänhet, och i populärmusiken vidare till en låt eller visa som är lugn, kanske aningen långspunnen, i stämningen.

### Instrumentalstycke
I den så kallade konstmusiken har ordet använts av bland andra Chopin och Brahms för att beteckna ett längre pianostycke med dramatiskt-romantiskt innehåll i anknytning till visballadernas texter (fast inte fixerat vid någon bestämd och angiven text, som i programmusik).

### Diktform
Under den nationalromantiska tiden kunde man kalla en dikt i vilken form som helst för ballad, om den hade ett i någon mening berättande innehåll i heroisk eller romantisk stämning och förlagt till medeltid eller annan lämplig forntid; när en sådan dikt tonsattes, fortfarande utan anknytning till medeltida ballad, följde balladtiteln med. Sådana ballader är till exempel Kung Heimer och Aslög av Frans Hedberg, tonsatt av August Söderman, Erlkönig av Goethe tonsatt av Franz Schubert och i en mer distanserad stil Frans G. Bengtssons En ballad om franske kungens spelmän.

## Medeltida ballader
De traditionella visor eller folkvisor som idag kallas ballader är berättande visor, där både form, innehållsmotiv och språkliga formler har sitt ursprung i medeltida diktning. De flesta balladerna finns upptecknade (samt i vissa fall inspelade) i många olika varianter av både text och melodi. Genren har funnits i levande tradition i Skandinavien ända in på 1900-talet. I Sverige fick de medeltida balladerna ett uppsving bland folkmusik- och visintresserade i samband med den s.k. folkmusikvågen under 1960- och 70-talen. De finns idag på många vissångares repertoar och används ibland för balladdans (se nedan).

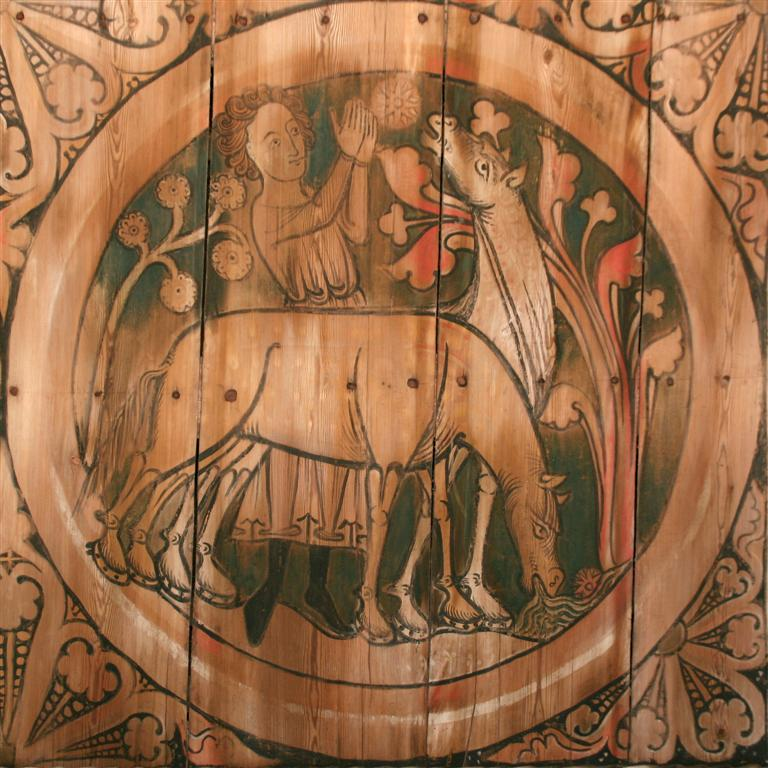
Staffan vattnar fålarna. Målning från 1200-talet i Dädesjö gamla kyrka.

### Bakgrund
I hela Europa finns en tradition av långa, berättande sånger. En typ av sådana sånger är de stikiska epos utan strofindelning som främst förekommer i sydöstra och östra Europa, med många exempel från Balkanländerna och med den finska Kalevala som ett exempel. I västra och centrala Europa är sångerna strofiskt uppbyggda med en två- eller fyrradig vers samt någon typ av omkväde. Det är dessa som idag går under benämningen ”ballader”. Terminologin har skiftat över tid; under 1800-talets romantiska insamlingsperiod använde skandinaviska insamlare och utgivare oftast termen "folkvisor" i enlighet med de herderianska tankarna om folkkultur. 1900-talets nordiska balladforskare började i stället använda termen ”medeltida ballad”. Ett skäl till detta är att man länge främst intresserade sig för texterna och deras ursprung – själva balladformen har rötter i medeltiden, främst i fransk diktning. Även många motiv, språkliga formler osv. har medeltida ursprung. Mycket av balladens historia är dock okänd på grund av bristande källmaterial, och det finns olika teorier om balladformens viktigaste respektive tidigaste vägar till Skandinavien – främst från kontinenten via Danmark och/eller från Frankrike via Norge.
De första skandinaviska balladerna anses ha sjungits under 1200- eller 1300-talen; det finns spår av balladtexter i de s.k. Eufemiavisorna, höviska riddarromaner i versform, från tidigt 1300-tal. Från 1500-talet finner man ballader nedskrivna i de högre ståndens visböcker, särskilt på danskt område, vilket pekar på att visorna varit i bruk åtminstone under senmedeltiden. Det finns också flera tecken som tyder på att balladerna har fungerat som dansvisor i Skandinavien på liknande sätt som kvaddans fortfarande utövas i levande tradition på Färöarna. Det är alltså balladformen och stora delar av begreppsvärlden som har medeltida ursprung, inte varje enskild balladtext eller melodi. Det är också främst i Skandinavien som beteckningen ”medeltida ballad” används för att avgränsa dessa äldre visor från strofiska berättade visor av senare datum.

### Medeltidsballadernas form
En balladstrof är två- eller fyrradig, oftast med slutomkväde (refräng) och ibland med mellanomkväde mellan versraderna. Det förekommer också balladstrofer utan omkväde, eller så upprepas sista versraden. Här följer ett par exempel på balladstrofer, hämtade ur den vetenskapliga utgåvan Sveriges Medeltida Ballader:

#### Tvåradig strof med både mellan- och slutomkväde
Jungfrun hon skulle sig åt vakerstugan gå

- Linden darrar uti lunden

Så tog hon den vägen åt skogen den blå

- Ty hon var i vildskoga vånda. 
("Varulven", SMB 6, variant A ur Geijer-Afzelius Svenska folkvisor från forntiden 1814-1818)

#### Fyrradig strof med slutomkväde
Det var så tidigt en morgonstund

innan foglarne börja att sjunga

det bergtrollet friar till fager ungersvenn

hon hade en så faseliger tunga.

- Herr Mannerlig, Herr Mannerlig, trolofven I mig!

för eder jag bjuder så gärna

Ni kan fälle svara mig ja eller nej

om I vill eller ej.
("Herr Magnus och havsfrun", SMB 26, variant I, upptecknad av G. O. Hyltén-Cavallius, troligen 1836 och troligen efter stensliparhustrun Anna Ulrica Christell f. Westerberg)
Omkvädets text är oftast av mera lyrisk karaktär och fungerar ibland som en kommentar till handlingen - se exemplet "Varulven" ovan där båda omkvädena kan anses ha ett samband med balladens handling, som går ut på att en gravid ung kvinna ute i skogen möter en varulv som dödar både henne och hennes foster. I exemplet "Herr Magnus och havsfrun" består omkvädet av en upprepning av havsfruns frieri. Det är dock också vanligt att omkvädena består av formler och kan flyttas mellan olika ballader, vare sig de har anknytning till balladens handling eller inte. Ett sådant vanligt omkväde är "Blåser kallt kallt väder ifrån sjön". Ett annat är någon variant av "Allt under linden så grön". Om balladernas innehåll se för övrigt underkategorierna nedan (naturmytiska visor m fl).

### Melodier och framförande
Mycket få av de äldre balladmelodierna finns bevarade. De äldsta av de svenska melodierna dokumenterades på 1600-talet, men flertalet betydligt senare. Många melodivarianter upptecknades i noter under 1800-talets omfattande insamlingsperiod, och ett stort antal spelades in under perioden 1940-tal till 1980-tal. Melodierna till balladerna är av många olika slag och olika ålder. Som är vanligt i muntlig tradition har enskilda sångare bytt melodi till en text, ändrat en melodi eller själv skapat en ny. Det finns balladmelodier med äldre, modala drag, liksom modernare treklangsuppbyggda melodier med s.k. trallrefränger. Även texterna har förändrats och moderniserats genom seklerna, verser har lagts till och dragits ifrån, och moderna begrepp har ibland kommit in i en text med för- eller tidigmodernt ursprung. Det har alltså kontinuerligt skapats nya såväl text- som melodivarianter av balladerna. Ända in på andra hälften av 1900-talet har tidigare okända varianter dokumenterats i Skandinavien från levande tradition. Uppteckningar och inspelningar av ballader är så gott som alltid gjorda efter en ensam sångare, men uppbyggnaden med vers och omkväde gör det troligt att balladerna också har sjungits i någon typ av växelsång mellan försångare och omkvädessångare, så som man sjunger på Färöarna idag.

### Publicering
Många balladtexter har tryckts i skillingtryck, framför allt från 1700- och 1800-talen. Under 1800- och 1900-talen trycktes medeltida ballader i åtskilliga vissamlingar liksom i t.ex. skolsångböcker. Det finns ett rikt material av fältinspelningar, på svenskspråkigt område framför allt gjorda av Sveriges Radio och Svenskt visarkiv mellan 1940- och 1980-talen. Ett litet urval av dessa fältinspelningar finns utgivna på cd:n Den medeltida balladen (Musica Sveciae/Folk Music In Sweden), Caprice 1995. Samlingsverket Sveriges Medeltida Ballader (1983-2001) är en text- och melodikritisk vetenskaplig utgåva av balladuppteckningar i fem band utgiven av Svenskt visarkiv. Verket är resultatet av ett mångårigt arbete med att sammanställa och publicera alternativt förteckna alla balladvarianter (dvs. varianter som varit kända samt betraktats som ballader, fram t o m 2001) från det svenskspråkiga området. Detta inkluderar svenskspråkiga Finland, där ballader har sjungits långt fram i tiden i levande tradition. I samband med det arbetet skapades också katalogen The Types of the Scandinavian Medieval Ballad (TSB). Där har ballader från hela det skandinaviska språkområdet katalogiserats under ett antal kategorier utifrån de huvudsakliga textmotiven. I såväl TSB som Sveriges Medeltida Ballader delas visorna in i sex huvudkategorier:
- naturmytiska visor
- legendvisor
- historiska visor
- riddarvisor
- kämpavisor
- skämtvisor

Delar av de skandinaviska medeltida balladernas begreppsvärldar, motiv, form och narrativa stil har motsvarigheter i övriga europeiska balladrepertoarer. Inte minst finns besläktade utgivningsprinciper bakom de svenska, danska och engelska/skotska balladutgåvorna (se även Danmarks gamle Folkeviser och The English and Scottish Popular Ballad). Beträffande kategoriseringen av visor och andra uttryck för muntlig kultur kan gränsdragningarna sällan vara absoluta. Balladvarianter som i kataloger och utgåvor har förts till olika balladtyper kan i praktiken vara mycket lika varandra, medan samma visa kan innehålla element från mer än en underkategori. År 2004 återfanns på Växjö stadsbibliotek en större samling uppteckningar och avskrifter från vissamlaren och skandinavisten George Stephens samling, sammanställd omkring 1850. I denna ingick bland annat några icke förtecknade balladvarianter samt exempel på visor som utgivarna av Sveriges medeltida ballader inte hade kategoriserat som medeltidsballader. Det finns en omfattande internationell forskning kring s.k. traditionella ballader (som närmast motsvaras av den grupp visor som i Skandinavien kallas medeltida ballader). Åtskilliga balladmotiv och narrativ förekommer i varianter i flera språkområden, och även melodier har ibland förflyttat sig mellan kulturer.   